# Contea di Siracusa
La contea di Siracusa fu un antico feudo esistito in Sicilia nell'XI secolo, con l'avvento dei Normanni. La sua fine e i suoi sviluppi non sono noti per mancanza di antiche fonti.

## Storia

Il blasone degli Altavilla.

Con i normanni Siracusa ritrova la religione cristiana. Non si hanno molte notizie della città aretusea di quest'epoca, ma dai documenti storici si sa che il conte Ruggero la fece diventare la prima contea siciliana, a quel tempo il titolo feudale più altamente dignitario che vi potesse essere; la stessa Sicilia divenne una contea sotto i normanni. La diede in dote a suo figlio Giordano d'Altavilla, designato anche suo erede. Ma Giordano si ammalò di febbre alta in Siracusa e suo padre Ruggero non ebbe nemmeno il tempo di arrivare in città che suo figlio era già morto. I suoi funerali vennero celebrati solennemente nella città siracusana, alla presenza di Ruggero e di una gran folla composta anche da arabi oltre che da cristiani. Giordano però non venne seppellito a Siracusa ma venne da Ruggero trasportato nel messinese a Troina, presso la chiesa di San Niccolò.
Il successore erede della contea siracusana fu Tancredi, figlio di Guglielmo Braccio di Ferro, fratello di Ruggero e quindi nipote di questi:
(Granconte Ruggero I di Sicilia)
E anche: «Tancredus Syracusius, filius comitis Guillelmi»
Ma dopo la storia normanna di Siracusa diventa difficile da capire, proprio a causa delle scarse informazioni che su questo periodo ci sono giunte riguardo ad essa. Sappiamo che Ruggero mantenne Palermo come capitale di Sicilia, e che al momento di incoronarsi re fu consigliato dai suoi baroni di lasciare ancora Palermo come sede della sua corte e di prendere la coronazione nella città degli emiri. Probabilmente questo segnò ancora di più la sofferenza politica e sociale dell'ex capitale, la quale se aveva sperato di riprendersi il titolo centrale, ora che vi era tornata al comando la parte cristiana, rimase invece delusa. Siracusa contea, alcuni storici la definiscono, o la sottolineano spesso, come "roccaforte militare".